# Oncorhynchus masou formosanus
El salmón de Formosa (Oncorhynchus masou formosanus) es una subespecie de pez de la familia Salmonidae en el orden de los Salmoniformes.

## Morfología
Los machos pueden alcanzar 30 cm de longitud total.

## Alimentación
Come principalmente insectos.

## Hábitat
Vive en zonas de aguas dulces y subtropicales.

## Distribución geográfica
Es un endemismo de Taiwán.